# 저스트 (가수)
저스트(본명: 정성, 1978년 4월 7일~)는 대한민국의 가수이다.

## 음반

### 싱글 앨범
- 2004년 《Just 1st Single Album》
- 2007년 《Never Let You Go》
- 2009년 《이게 뭐야》
- 2010년 《Justist》

### 디지털 싱글 앨범
- 2012년 《Cant stop Loving You》
- 2012년 《M.A.N》
- 2012년 《Autumn Song》

### 참여 음반
- 2004년 《홍콩 익스프레스》 OST - 천번의 사랑
- 2005년 《그린 로즈》 OST - 그린 로즈
- 2005년 《내 이름은 김삼순》 OST - 보낼 수 없는 사랑
- 2005년 《변호사들》 OST - 슬퍼하지
- 2005년 《그녀가 돌아왔다》 OST - 너에게
- 2005년 《루루공주》 OST - 내게는 허락해줘요
- 2007년 《달려라 고등어》 OST - Run
- 2007년 《완벽한 이웃을 만나는 법》 OST - 곁에 없어도
- 2007년 《못된 사랑》 OST - 중독
- 2008년 《스포트라이트》 OST - 이별의 노래
- 2008년 《달콤한 나의 도시》 OST - 미로
- 2009년 《친구, 우리들의 전설》 OST - Destiny
- 2010년 《제중원》 OST - 세상의 중심에서 나를 외치다
- 2010년 《구미호: 여우누이뎐》 OST - 아니랍니다
- 2010년 《자이언트》 OST - 하나만 (Feat. 일락)
- 2011년 《당신 참 예쁘다》 OST Part 2 - 멈출 수 없어
- 2011년 《천번의 입맞춤》 OST - 천번의 입맞춤
- 2014년 《별에서 온 그대》 OST - I Love You
- 2014년 《앙큼한 돌싱녀》 OST - Beautiful Girl (Feat. 원써겐)
- 2014년 《엄마의 정원》 OST Part 2 - 내 눈물 모아
- 2014년 《힐러》 OST - 그대 때문에
- 2015년 《장미빛 연인들》 OST - 터질 듯
- 2015년 《당신을 주문합니다》 OST - 아직 늦지 않다면
- 2018년 《밥상 차리는 남자》 OST - 아파도 좋아

## 참고 자료
- 네이버 인물 정보 - 저스트